# Tu'er Shen
Tu'er Shen (em chinês: 兔兒神, O Espírito Coelho) ou Tu Shen (em chinês: 兔神 , O Deus Coelho ), é uma divindade chinesa que administra o amor e o sexo entre pessoas homossexuais. Seu nome significa literalmente "divindade coelho". Seus adeptos se referem a ele como Ta Yeh (Em chinês: 大爺 , O Mestre).
Em um conto folclórico de Fujian do século XVII, um soldado está apaixonado por um oficial da província e o espiona para vê-lo nu. O oficial tortura e mata o soldado, mas ele retorna dos mortos na forma de um coelho filhote no sonho de um ancião de aldeia. O coelho exige que os homens locais construam um templo para ele, onde possam queimar incenso no interesse dos "assuntos dos homens". A história termina:
 
De acordo com os costumes da província de Fujian, é aceitável que um homem e um menino formem um vínculo [qi] e falem um com o outro como se fossem irmãos. Ouvindo o morador relatar o sonho, os outros aldeões se esforçaram para contribuir com dinheiro para a construção do templo. Eles mantiveram silêncio sobre este voto secreto, que eles cumpriram rápida e ansiosamente. Outros imploraram para saber o motivo da construção do templo, mas não descobriram. Todos eles foram lá para orar.
.

## Lendas
De acordo com o escrito chamado "O que o mestre não discutiria" (chinês tradicional: 子不語), escrito por Yuan Mei (chinês tradicional: 袁枚) durante a dinastia Qing, Tu'er Shen era um homem chamado Hu Tianbao (胡天保), o qual se apaixonou por um inspetor imperial muito bonito da província de Fujian. Um dia, ele foi pego espiando o inspetor através da parede de um banheiro, momento em que confessou sua relutante afeição pelo outro homem. O inspetor imperial condenou Hu Tianbao à morte por espancamento. Um mês após a morte de Hu Tianbao, ele apareceu em sonho a um homem de sua cidade natal, alegando que, como seu crime foi por amor, os oficiais do submundo decidiram corrigir a injustiça nomeando-o o deus e guardião das afeições homossexuais.
Depois de seu sonho, o homem ergueu um santuário a Hu Tianbao, que se tornou muito popular em Fujian, tanto que no final da época Qing, o culto a Hu Tianbao foi alvo de extermínio pelo governo Qing. 
A divindade pode ser vista como uma alternativa a Yue Lao, o deus casamenteiro, para as relações heterossexuais.

## Cultos
Uma gíria para designar homossexuais no final da China imperial era "coelhos"  razão pela qual Hu Tianbao é referido como a divindade do coelho, embora na verdade ele não tenha nada a ver com coelhos e não deva ser confundido com outra divindade, Tu'er Ye, o coelho na lua.

### Supressão do governo
Imagens de Hu Tianbao mostram-no abraçando-se a outro homem. A sensação de que os aldeões devem manter o motivo do templo em segredo na história pode estar relacionada à pressão das autoridades centrais chinesas para abandonar a prática O oficial da dinastia Qing, Zhu Gui (1731-1807), um intendente do circuito tributário de grãos de Fujian em 1765, se esforçou para padronizar a moralidade do povo com uma "Proibição de Cultos Licenciosos". Um culto que ele achou particularmente problemático foi o culto de Hu Tianbao Como ele relata,
 
A imagem é de dois homens se abraçando; o rosto de um está um tanto envelhecido pela idade, o outro, sensível e pálido. [Seu templo] é comumente chamado de pequeno templo oficial. Todos aqueles patifes depravados e desavergonhados que, ao verem jovens ou rapazes, desejam ter relações sexuais ilícitas com eles, rezam pela ajuda do ídolo de gesso. Em seguida, eles fazem planos para atrair e obter os objetos de seu desejo. Isso é conhecido como a assistência secreta de Hu Tianbao. Depois, eles lambuzam a boca do ídolo com intestino de porco e açúcar em agradecimento.

### Interpretações modernas
Embora Tu'er Shen seja popularmente reverenciado por alguns templos, algumas escolas taoístas podem ter considerado a homossexualidade como má conduta sexual ao longo da história, provavelmente considerando que é fora do casamento. No entanto, muitas escrituras do taoísmo não mencionam nada contra as relações entre pessoas do mesmo sexo, principalmente mantendo a neutralidade.
A história pode ser uma tentativa de mitificar um sistema de casamentos masculinos em Fujian, atestado pelo burocrata acadêmico Shen Defu e pelo escritor do século 17, Li Yu. O homem mais velho na união desempenharia o papel masculino como um qixiong ou "irmão mais velho adotivo", pagando um "preço de noiva" para a família do homem mais jovem - dizia-se que as virgens buscavam preços mais altos - que se tornava o qidi, ou " irmão mais novo adotivo ". Li Yu descreveu a cerimônia: "Eles não omitem as três xícaras de chá ou os seis rituais de casamento - é como um casamento adequado com um casamento formal."  O qidi então mudou-se para a casa do qixiong, onde ele seria completamente dependente dele, seria tratado como um genro pelos pais do qixiong e possivelmente até ajudaria a criar filhos adotados pelo qixiong . Esses casamentos podiam durar até 20 anos antes que os dois homens se casassem com mulheres para procriar.
Keith Stevens relata ter visto imagens como essas em comunidades de língua Hokkien em Taiwan, Malásia, Tailândia e Cingapura.  Stevens se refere a essas imagens como 'irmãos' ou 'príncipes' e os chama de Taibao (太保). Stevens costumava ouvir que as duas figuras abraçadas eram irmãos, e apenas em um templo em Fujian ele foi informado de que eram homossexuais.
A história de Hu Tianbao foi amplamente esquecida até pelos guardiões do templo. No entanto, há um templo no distrito de Yonghe, Taiwan, que venera Hu Tianbao em sua aparência tradicional. O templo é conhecido como Salão do Brilho Marcial (威明堂) 

## Renascimento
Em 2006, um sacerdote taoísta chamado Lu Wei-ming fundou um templo para Tu'er Shen no distrito de Yonghe na cidade de New Taipei em Taiwan. Aproximadamente 9.000 peregrinos gays visitam o templo a cada ano orando para encontrar um parceiro adequado. O templo também realiza uma cerimônia de amor para casais gays  no único santuário religioso do mundo para homossexuais. Em 2020, o templo continua sendo o único santuário existente para a divindade.

## Representação em obras de mídia
- Ele é o personagem principal de um drama taiwanês de 2010, "The Rabbit God Matchmaking".[2]
- No curta-metragem de Andrew Thomas Huang, "Beijo do Deus Coelho", Tu'er Shen seduz um funcionário de um restaurante.[19]
- Ele aparece em The Rapture of Burning, episódio 8 da terceira temporada de American Gods.[20]

### Citações
1. ↑  http://www.taipeitimes.com/News/feat/archives/2007/10/21/2003384192
2. 1 2  Reid-Smith, Tris (21 de janeiro de 2020). «Dragons, emperors and the Rabbit God: China's hidden LGBT+ myths». Gay Star News (em inglês). Consultado em 20 de março de 2021
3. ↑  Hinsch 1990, p. 133
4. 1 2 3  Szonyi 1998, pp. 1–25
5. ↑  Harvest, Imperial. «God of Matchmaking and Marriage - Yue Lao». www.imperialharvest.com (em inglês). Consultado em 20 de março de 2021
6. ↑  Kang, Wenqing (2009). Obsession: Male Same-Sex Relations in China, 1900–1950. Hong Kong: Hong Kong University Press. pp. 19, 37-38. ISBN 9789622099814
7. 1 2  «rabbit gods». adv.lawsoft.pt. Consultado em 20 de março de 2021.
8. ↑  Szonyi 1998, pp. 1–25
9. ↑  «Titles from the Daoist Canon». University of Hawaii Press. 30 de setembro de 2020: xiii–xviii. ISBN 978-0-8248-8437-6. Consultado em 20 de março de 2021
10. ↑  Lam, Chung-nam. «Ming Policy towards Mongols during the reigns of Zhengtong (1436-1449) and Tianshun (1457-1464) = Ming Zhengtong zhi Tianshun jian de dui Meng zheng ce». Consultado em 20 de março de 2021
11. 1 2  Hinsch 1990, p. 127
12. ↑  Hinsch 1990, pp. 131–132
13. 1 2  Steven, Keith (2002). «The wrestling princes». Journal of the Hong Kong Branch of the Royal Asiatic Society. 42: 431–434
14. ↑  威明堂兔兒神殿. weimingtang.url.tw
15. ↑  Gold, Michael (25 de janeiro de 2015). «Praying for a soul mate at Rabbit Temple». The Star Online. Consultado em 6 de fevereiro de 2019
16. ↑  Gold, Michael (2 de fevereiro de 2016). «Taiwan's Wei-Ming 'Rabbit' Temple Draws Gay Community». HuffPost. Consultado em 6 de fevereiro de 2019
17. ↑  Stevenson, Alexander (22 de janeiro de 2015). «Thousands Of Gay Pilgrims Trek To Taiwan To Pray For Love At "Rabbit" Temple». LOGO News. Consultado em 6 de fevereiro de 2019
18. ↑  Gold, Michael (19 de janeiro de 2015). «Taiwan's gays pray for soul mates at 'Rabbit' temple». Reuters. Consultado em 6 de fevereiro de 2019
19. ↑  Kiss of the Rabbit God - NOWNESS, Vimeo
20. ↑  Whittle, Ricky; Browning, Emily; Badaki, Yetide; Langley, Bruce (1 de março de 2017), American Gods, Canada Film Capital,  Fremantle, consultado em 20 de março de 2021
21. ↑  «Everything you need to know about human rights in Taiwan». www.amnesty.org (em inglês). Consultado em 20 de março de 2021